# Ruta Provincial 101 (La Pampa)
La Ruta Provincial 101 es una carretera de Argentina en el noreste de la provincia de La Pampa. Su recorrido total es de 87 km mayormente de asfalto.

## Recorrido
La ruta corre de noreste a sudoeste.
La ruta parte desde la Ruta Nacional 188 a unos 3 km del principal acceso que esta ruta tiene a la ciudad de Realicó.
Corre paralela a las vías del Ferrocarril Sarmiento, siendo de asfalto hacia la localidad de Ricardo Lavalle y  Falucho. Desde allí es un camino de tierra natural hasta Ojeda. En ese lugar retoma el asfalto hasta Vértiz, Speluzzi y terminando en el acceso sudoeste de General Pico.